# Marian Romuald Polak
Marian Romuald Polak (ur. 4 czerwca 1887, zm. 19 sierpnia 1966 Warszawa) – polski grafik, malarz i rytownik znaczków pocztowych oraz banknotów, zatrudniony w PWPW w Warszawie.

## Życiorys
Uczył się malarstwa w szkole prof. St. Batowskiego we Lwowie. Potem kształcił się u prof. Józefa Mehoffera w krakowskiej Akademii Sztuk Pięknych, specjalizując się w grafice. Od 1911 studiował malarstwo marynistyczne w Odessie, a od 1929, jako stypendysta Banku Polskiego, studiował technikę grafiki banknotowej w Wiedniu w klasie prof. Ferdinanda Schirnbrücka.
Po ukończeniu studiów w Wiedniu został zatrudniony w PWPW w Warszawie. Przez trzydzieści lat pracy sztychował liczne znaczki dla Poczty Polskiej. Wśród nich był znaczek z serii historycznej z 1938 Bitwa pod Grunwaldem, który ze względu na zaostrzone stosunki z III Rzeszą, nie został wprowadzony do obiegu.
Poza rytowaniem znaczków pocztowych uprawiał malarstwo pastelowe i olejne oraz grafikę. Duża część jego przedwojennego dorobku artystycznego uległa zniszczeniu w latach II wojny światowej. Był wychowawcą nowego pokolenia polskich artystów-rytowników, do którego należeli m.in. Czesław Słania, Stefan Łukaszewski, Bogusław Brandt, Jerzy Miller, Edward Konecki i Eugeniusz Tirdiszek.
Zmarł 4 czerwca 1966 w Warszawie. Został pochowany na cmentarzu na Starych Powązkach, kw. 135, rząd 4.

## Twórczość

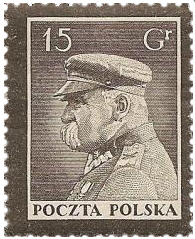
Znaczek z wizerunkiem Józefa Piłsudskiego, 1935

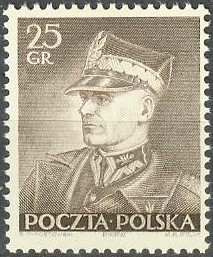
Znaczek z wizerunkiem Edwarda Śmigłego-Rydza, 1937

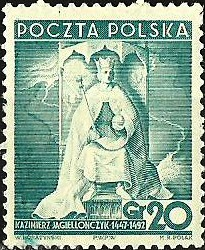
Znaczek z wizerunkiem Kazimierza Jagiellończyka z tzw. serii historycznej, 1938

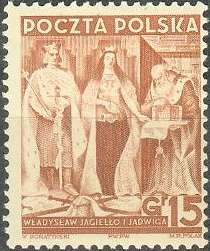
Znaczek z wizerunkiem Władysława Jagiełły i Jadwigi Andegaweńskiej (wersja z mieczami), 1938

### Znaczki pocztowe
- 20-lecie wymarszu Legionów, 25 i 30 groszy – 1934
- Wydanie żałobne po śmierci marszałka Józefa Piłsudskiego (seria), 1935
- Wydanie obiegowe • Różne widoki i prezydent RP Ignacy Mościcki – Tatry-Morskie Oko, 10 gr; Pieniny-Czorsztyn, 20 gr; Belweder, 25 gr; Zamek w Podhorcach, 45 gr; Katedra w Wilnie, 1 złoty – 1935
- Seria widokowa Częstochowa-Jasna Góra, 5 gr; Gdynia-Dworzec Morski, 10 gr; Lwów-Uniwersytet, 15 gr
- Edward Śmigły-Rydz, 25 i 55 gr – 1937
- Józef Piłsudski z bloku XX rocznica odzyskania niepodległości, 25 gr – 1938
- 20. rocznica odzyskania niepodległości, tzw. seria historyczna: Jagiełło i Jadwiga, 15 gr (wersja z mieczami); Kazimierz IV Jagiellończyk, 20 gr; Unia lubelska, 25 gr; Romuald Traugutt, 2 zł; Józef Piłsudski, 3 zł – 1938
- Jagiełło i Jadwiga, 15 gr (znaczek z tzw. serii historycznej w wersji bez mieczy, wprowadzony po protestach III Rzeszy) – 1939
- 5. rocznica Manifestu Lipcowego, 15 zł – 1949
- 75 lat Światowego Związku Pocztowego, 80 zł – 1949
- Bolesław Bierut, 15 zł – 1950
- Naprzód do walki o Plan 6-letni!, 15 zł – 1950
- I Polski Kongres pokoju, 15 zł – 1950
- 100. rocznica śmierci gen. Józefa Bema, 45 gr – 1950
- 80. rocznica Komuny Paryskiej, 45 gr – 1951
- 7 lat Polski Ludowej, 45, 60 i 90 gr – 1951
- Ogólnokrajowy Zjazd PZF (blok), 45 gr, 75 gr, 1.15 zł, 1.20 zł – 1951
- Poczta lotnicza, 5 zł – 1952
- Józef Ignacy Kraszewski, 25 gr – 1952
- Dzień Stoczniowca, 30+15 gr – 1952
- Święto lotnictwa, 45+15 gr – 1952
- Miesiąc pogłębienia przyjaźni polsko-radzieckiej, 30+15 gr, 45+15 gr – 1952
- Fabryka samochodów ciężarowych w Lublinie, 30+15 gr, 60+20 gr – 1953
- Rok Odrodzenia, 20 gr, 1.35 zł – 1953
- Budowle Warszawy, 2 zł – 1953
- Wydanie na przesyłki lotnicze, 1.95 zł – 1954
- 500-lecie powrotu Pomorza, 45 gr – 1954
- Zwierzęta pod ochroną, 1.90 zł – 1954
- Pomniki Warszawy, 5 gr – 1955
- X-lecie Ziem Zachodnich, 60 i 95 gr – 1955
- Statki polskie, 45 gr – 1956
- Pomniki Warszawy, 40 gr – 1956
- XVI Olimpiada • Melbourne 1956, 25 gr – 1956
- Poczta lotnicza, 4 zł – 1957
- Malarstwo polskie, 1.50 zł – 1959
- Polskie stroje ludowe (strój szamotulski męski i kobiecy) 2 x 5.60 zł – 1959
- Polskie stroje ludowe (strój krakowski męski), 40 gr – 1960